# Uhelná

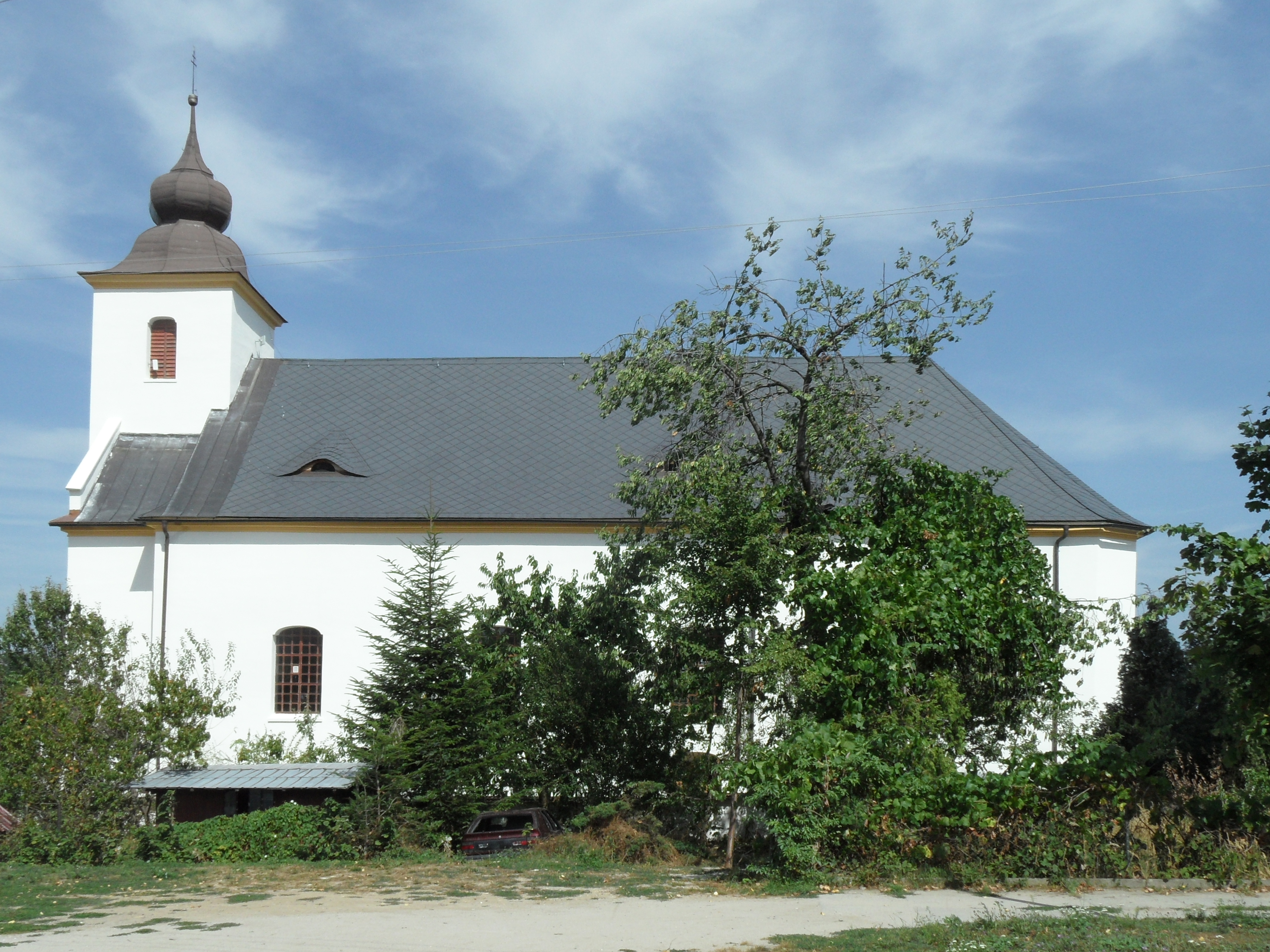
Kirche der hl. Katharina

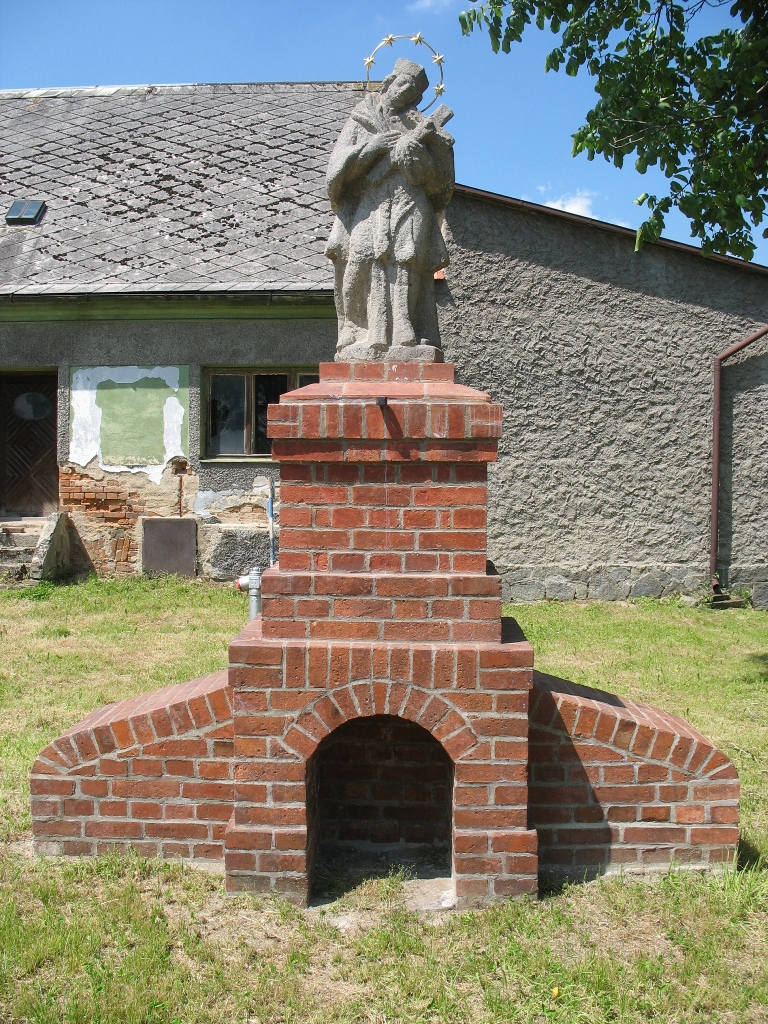
Statue des hl. Johannes von Nepomuk

Uhelná, bis 1948 Serksdorf (deutsch Sörgsdorf), ist eine Gemeinde in Tschechien. Sie liegt drei Kilometer südöstlich von Javorník und gehört zum Okres Jeseník. 

## Geographie
Uhelná erstreckt sich im Tal des Lánský potok am Fuße der Travenská hornatina (Krautenwalder Bergland), einem Teil des Reichensteiner Gebirges. Westlich liegt das Krebstal (Račí údolí), im Osten der aus einem Lignitbergwerk hervorgegangene Teich Pelnář.
Nachbarorte sind Horní Fořt, Dolní Fořt, Mlatci Záhradníci und Domkáři im Norden, Bernartice im Nordosten, Buková im Osten, Vlčice im Südosten, Zastávka und Hřibová im Süden, Nové Vilémovice und Červený Důl im Südwesten, Travná und Zálesí im Westen sowie Javorník im Nordwesten.

## Geschichte
Die erste urkundliche Erwähnung von Serksdorf erfolgte im Jahre 1290 als Besitz der Herrschaft Johannesberg. 1372 wurde um einen Hof das Dorf Nieder Forst angelegt. Ein Teil des Hofes wurde 1557 an Siedler aufgeteilt, die neue Ansiedlung wurde nach dem Gründer und Hofbesitzer Priebner als Priebnerleute bezeichnet. Den nördlich gelegenen Forst erwarb das Bistum Breslau und ließ die Siedlung Ober Forst gründen, östlich davon wurde 1569 die Ansiedlung Dreschgärtner gegründet. Der Hof Ober Forst wurde vom Johannesberger Schlosshauptmann Johann Tümling 1669 errichtet und später zum Rittergut erhoben. Eine weitere Ortsgründung war in dieser Zeit auch Stillstand. Um dieses Dorf entstand ein Streit zwischen dem Bistum und den Herren von Maltitz auf Wildschütz, infolgedessen dem Bistum der weitere Ausbau untersagt wurde.
1836 hatte Sörgsdorf 682 Einwohner und bestand aus 98 Häusern. In den 15 Häusern von Ober Forst leben 174 Menschen. Stillstand bestand aus 12 Häusern mit 71 Bewohnern. In Priebnerleute bestanden 36 Häuser mit 133 Bewohnern und in Dreschgärtner lebten die 121 Einwohner in 15 Häusern. Beim Sörgsdorfer Schulzendorf wurde Ton und Lehm abgebaut.
Nach der Aufhebung der Patrimonialherrschaften bildete Sörgsdorf ab 1850 mit den Ortsteilen Ober Forst, Stillstand und Nieder Forst (mit Dreschgärtner und Priebnerleute) eine Gemeinde im Bezirk Freiwaldau. In Ober Forst entstand 1855 eine Hütte zur Verarbeitung des Arseneisenerzes der Jauerniger Bergwerke. 1859 nahm die Lignitgrube „Friedrich“ den Betrieb auf.
1930 hatte die Gemeinde Sörgsdorf 1087 Einwohner. Nach dem Münchner Abkommen wurde Sörgsdorf dem Deutschen Reich zugeschlagen und gehörte von 1939 bis 1945 zum Landkreis Freiwaldau. Die Einwohnerzahl im Jahre 1939 betrug 1078. Nach dem Zweiten Weltkrieg erfolgte die Umbenennung in Serksdorf und die Vertreibung der deutschen Bewohner. Im Jahre 1948 wurde der Ortsname in Uhelná geändert, das tschechische Wort uhelná bedeutet Kohle. Der 1948 neu eingeführte Name nimmt Bezug auf den Kohleabbau der Region. 1949 wurden Hraničky, Červený Důl und Nové Vilémovice eingemeindet. Die Lignitgrube Pelnář wurde 1957 stillgelegt. Das an der polnischen Grenze gelegene Dorf Hraničky wurde aufgegeben und verfiel. Mit Beginn des Jahres 1961 kam die Gemeinde zum Okres Šumperk und wurde 1985 nach Javorník eingemeindet. Seit 1990 besteht die Gemeinde Uhelná wieder und seit Beginn des Jahres 1996 gehört sie zum Okres Jeseník.

## Gemeindegliederung
Die Gemeinde Uhelná besteht aus den Ortsteilen Červený Důl (Rothengrund), Dolní Fořt (Nieder Forst), Horní Fořt (Ober Forst), Hraničky (Gränzdorf), Nové Vilémovice (Neu Wilmsdorf) und Uhelná (Sörgsdorf). Zu Uhelná gehören zudem die Ansiedlungen Domkáři (Priebnerleiten-Scholzenhof), Mlatci Záhradníci (Dreschgärtner), Račí Údolí (Krebsgrund) und Zastávka (Stillstand). Grundsiedlungseinheiten sind Dolní Fořt, Horní Fořt, Nové Vilémovice und Uhelná.
Das Gemeindegebiet gliedert sich in die Katastralbezirke Dolní Fořt, Nové Vilémovice und Uhelná.

## Sehenswürdigkeiten
- Kirche St. Katharina, renoviert 2004–2006
- Statue des hl. Johannes von Nepomuk, errichtet um 1800
- Kapelle des hl. Florian, erbaut im 1750
- Račí údolí (Krebstal) mit den Resten der Burgen Rychleby (Reichenstein) und dem Pustý zámek (Ödschloss) sowie der Felsformation Čertovy kazatelny (Teufelskanzel), westlich des Dorfes im Gebirge